# Grand Prix Włoch 1932
Grand Prix Włoch 1932 (oryg. X Gran Premio d'Italia) – jeden z wyścigów Grand Prix rozegranych w 1932 roku oraz pierwsza runda Mistrzostw Europy AIACR.

## Lista startowa
Na niebieskim tle kierowcy, którzy nie byli zgłoszeni (lub byli kierowcami rezerwowymi), lecz współdzielili samochód w czasie wyścigu
| Nr | Kierowca            | Zespół                    | Samochód             | Silnik             |   |
| -- | ------------------- | ------------------------- | -------------------- | ------------------ | - |
| 2  | Baconin Borzacchini | SA Alfa Romeo             | Alfa Romeo Monza     | Alfa Romeo 2.3 S-8 | ? |
| 2  | Attilio Marinoni    | SA Alfa Romeo             | Alfa Romeo Monza     | Alfa Romeo 2.3 S-8 | ? |
| 2  | Rudolf Caracciola   | SA Alfa Romeo             | Alfa Romeo Monza     | Alfa Romeo 2.3 S-8 | ? |
| 4  | Marcel Lehoux       | prywatny                  | Bugatti T51          | Bugatti 2.3 S-8    | ? |
| 6  | Luigi Castelbarco   | Count L. Castelbarco      | Maserati 26M         | Maserati 2.5 S-8   | ? |
| 8  | Tazio Nuvolari      | SA Alfa Romeo             | Alfa Romeo Tipo B/P3 | Alfa Romeo 2.6 S-8 | ? |
| 10 | Louis Chiron        | Automobiles E. Bugatti    | Bugatti T54          | Bugatti 5.0 S-8    | ? |
| 10 | Achille Varzi       | Automobiles E. Bugatti    | Bugatti T54          | Bugatti 5.0 S-8    | ? |
| 12 | Luigi Fagioli       | Officine Alfieri Maserati | Maserati V5          | Maserati 5.0 V16   | ? |
| 12 | Ernesto Maserati    | Officine Alfieri Maserati | Maserati V5          | Maserati 5.0 V16   | ? |
| 14 | Giuseppe Campari    | SA Alfa Romeo             | Alfa Romeo Tipo B/P3 | Alfa Romeo 2.6 S-8 | ? |
| 16 | Achille Varzi       | Automobiles E. Bugatti    | Bugatti T54          | Bugatti 5.0 S-8    | ? |
| 18 | Luigi Premoli       | prywatny                  | Maserati 26M         | Maserati 2.5 S-8   | ? |
| 20 | Rudolf Caracciola   | SA Alfa Romeo             | Alfa Romeo Monza     | Alfa Romeo 2.3 S-8 | ? |
| 22 | René Dreyfus        | prywatny                  | Bugatti T51          | Bugatti 2.3 S-8    | ? |
| 24 | Pietro Ghersi       | Scuderia Ferrari          | Alfa Romeo Monza     | Alfa Romeo 2.3 S-8 | ? |
| 24 | Antonio Brivio      | Scuderia Ferrari          | Alfa Romeo Monza     | Alfa Romeo 2.3 S-8 | ? |
| 26 | Albert Divo         | Automobiles E. Bugatti    | Bugatti T51          | Bugatti 2.3 S-8    | ? |
| 26 | Guy Bouriat         | Automobiles E. Bugatti    | Bugatti T51          | Bugatti 2.3 S-8    | ? |
| 26 | Louis Chiron        | Automobiles E. Bugatti    | Bugatti T51          | Bugatti 2.3 S-8    | ? |
| 28 | Eugenio Siena       | Scuderia Ferrari          | Alfa Romeo Monza     | Alfa Romeo 2.3 S-8 | ? |
| 28 | Antonio Brivio      | Scuderia Ferrari          | Alfa Romeo Monza     | Alfa Romeo 2.3 S-8 | ? |
| 30 | Carlo Gazzabini     | prywatny                  | Alfa Romeo Monza     | Alfa Romeo 2.3 S-8 | ? |
| 40 | Amedeo Ruggeri      | Officine Alfieri Maserati | Maserati 8C 2800     | Maserati 2.8 S-8   | ? |
| Nr | Kierowca            | Zespół                    | Samochód             | Silnik             |   |

## Wyniki

### Wyścig
Źródło: kolumbus.fi
| P                                                     | + / – | Nr | Kierowca                                               | Konstruktor | Okr. | Czas / Strata      | Komentarz              |
| ----------------------------------------------------- | ----- | -- | ------------------------------------------------------ | ----------- | ---- | ------------------ | ---------------------- |
| 1                                                     | 3     | 8  | Tazio Nuvolari                                         | Alfa Romeo  | 83   | 837,608 km         |                        |
| 2                                                     | 4     | 12 | Luigi Fagioli Ernesto Maserati                         | Maserati    | 82   | +1 okr             | Samochód współdzielony |
| 3                                                     | 2     | 2  | Baconin Borzacchini Attilio Marinoni Rudolf Caracciola | Alfa Romeo  | 82   | +1 okr             | Samochód współdzielony |
| 4                                                     | 3     | 14 | Giuseppe Campari                                       | Alfa Romeo  | 82   | +1 okr             |                        |
| 5                                                     | 6     | 22 | René Dreyfus                                           | Bugatti     | 82   | +1 okr             |                        |
| 6                                                     | 7     | 26 | Albert Divo Guy Bouriat Louis Chiron                   | Bugatti     | 81   | +2 okr             | Samochód współdzielony |
| 7                                                     | 5     | 24 | Pietro Ghersi Antonio Brivio                           | Alfa Romeo  | 79   | +4 okr             | Samochód współdzielony |
| 8                                                     | 8     | 40 | Amedeo Ruggeri                                         | Maserati    | 75   | +8 okr             |                        |
| 9                                                     | 5     | 28 | Eugenio Siena Antonio Brivio                           | Alfa Romeo  | 65   | +18 okr            |                        |
| 10                                                    | 1     | 18 | Luigi Premoli                                          | Maserati    | 58   | +25 okr            |                        |
| Niesklasyfikowani                                     |       |    |                                                        |             |      |                    |                        |
|                                                       |       | 20 | Rudolf Caracciola                                      | Alfa Romeo  | 57   | Nie sklasyfikowany |                        |
|                                                       |       | 10 | Louis Chiron Achille Varzi                             | Bugatti     | 39   | Przegrzanie        | Samochód współdzielony |
|                                                       |       | 16 | Achille Varzi                                          | Bugatti     | 26   | Skrzynia biegów    |                        |
|                                                       |       | 4  | Marcel Lehoux                                          | Bugatti     | 20   | Korbowód           |                        |
|                                                       |       | 6  | Luigi Castelbarco                                      | Maserati    | 19   | Wypadek            |                        |
| Nie wystartowali / niedopuszczeni do ponownego startu |       |    |                                                        |             |      |                    |                        |
|                                                       |       | 30 | Carlo Gazzabini                                        | Alfa Romeo  |      |                    |                        |
| P                                                     | + / – | Nr | Kierowca                                               | Konstruktor | Okr. | Czas / Strata      | Komentarz              |

### Najszybsze okrążenie
Źródło: teamdan.com
| Nr | Kierowca       | Konstruktor | Czas   | Okr. |
| -- | -------------- | ----------- | ------ | ---- |
| 8  | Tazio Nuvolari | Alfa Romeo  | 3:22,6 |      |